# شربة ليبية

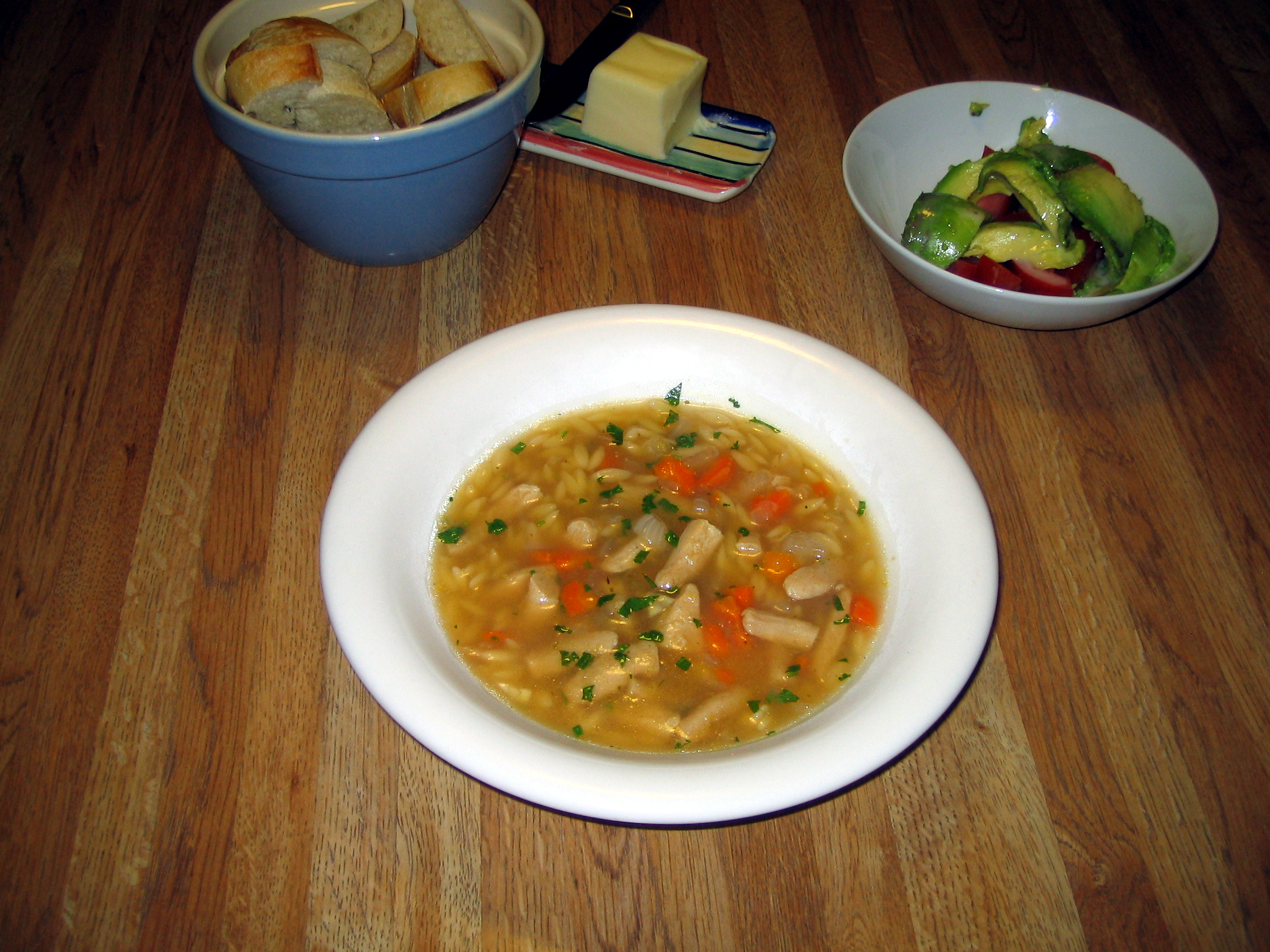
شوربة لسان العصفور

الشربة من الأكلات الليبية المشهورة، وهي دائمة الحضور على مائدة الأكل عند الليبيين وبالأخص في شهر رمضان، وتكاد تكون مطابقة لأنواع الشربة الأخرى في المغرب العربي خاصة الجزيرة المغربية.

## مقادير
1. حبات الشربة
2. لحم مقطع قطع صغيرة
3. حمص
4. طماطم معجون
5. بصل
6. قليل من البزار(كركم)
7. فلفل أحمر
8. ملح
9. معدنوس(بقدونس)
10. نعناع

## الطريقة
يوضع القدر (الطنجرة) على النار ويصب الزيت حتى يسخن ثم يضاف البصل المقطع مكعبات ويترك حتى يذبل. 
بعد ذلك يضاف الطماطم وبقية البهاراتЛ ويحرك ثم يضاف اللحم المقطع ثم الحمص ويقلب على النار ثم تضاف كمية من الماء وتغطى «الطنجرة» ويترك ساعة إلا ربع تقريبا حين تضاف حبات الشوربة والماء ثم يضاف المعدنوس (بقدونس) وترك على نار متوسطة، وعند نضج اللحم وحبات الشوربة ترفع عن النار ويضاف النعناع الجاف.